# ماهواره پیشرفته کیهان‌شناسی و اخترفیزیک
ماهواره پیشرفته کیهان‌شناسی و اخترفیزیک (انگلیسی: Advanced Satellite for Cosmology and Astrophysics) که به اختصار ASCA و به‌صورت رسمی ASTRO-D نامیده می‌شود، چهارمین مأموریت اخترشناسی پرتو ایکس انجام‌شده توسط آژانس کاوش‌های هوافضای ژاپن و دومین پروژه در این زمینه توسط ایالات متحده آمریکا است. این ماهواره در ۲۰ فوریه ۱۹۹۳ با موفقیت به فضا پرتاب شد. هشت ماه نخست مأموریت این ماهواره به تأیید عملکرد آن اختصاص یافت. پس از تأیید عملکرد همه ابزارها و دستگاه‌های ماهواره، به انجام دیگر مأموریت‌های پروژه پرداخت و در این مرحله داده‌های برنامه رصد ماهواره برای ستاره‌شناسان مستقر در مراکز ژاپن و ایالات متحده آمریکا و همچنین ستاره‌شناسان کشورهای عضو آژانس فضایی اروپا در دسترس است.